# Comunità montana del Vulture
La comunità montana del Vulture si trova nel Vulture-Melfese in provincia di Potenza, Basilicata. La sede è a Rionero in Vulture.
- Atella
- Barile
- Ginestra
- Maschito
- Melfi
- Rapolla
- Rapone
- Rionero in Vulture
- Ripacandida
- Ruvo del Monte
- San Fele
- Venosa